# راینر اشترکر
راینر اشترکر (آلمانی: Rainer Strecker؛ زادهٔ ۲۵ اکتبر ۱۹۶۵) هنرپیشه اهل آلمان است. وی از سال ۱۹۸۵ میلادی تاکنون مشغول فعالیت بوده‌است.
از فیلم‌ها یا برنامه‌های تلویزیونی که وی در آن نقش داشته‌است می‌توان به هشدار برای کبرا ۱۱ اشاره کرد.